# Glitch Hop
Glitch Hop (nebo také Click Hop, Blip Hop, Downbreaks či Break Hop) je subžánr glitchcoru.
Tento styl se skládá z glitchové nepravidelné rytmiky obsahující různé cvakání a „nasekané“ zvukové vzorky. K tomu je přidáván hip hopový (často též sekaný) vokál. V tomto stylu se často objevuje MC.

## Interpreti
- Cex & MC Lars
- Cryptex
- Dälek
- Frank Bretschneider
- Funkstörung
- TheFatRat
- Kid606
- m²
- The Glitch Mob

## Vydavatelství
- Mille Plateaux
- Monstercat